# Nothing Without You
「Nothing Without You」（ナッシング・ウィズアウト・ユー）は、日本の歌手・鈴木あみの5枚目のシングル。1999年2月17日にTRUE KiSS DiSCから発売された。

## 概要
- プレイステーション用・テクモ社ゲーム『モンスターファーム2』CMソングに起用された。CMにゲームのアニメ・キャラクターと共に本人自身が出演していた。本CDを同ゲームで読み込ませると、鈴木をモデルにしたレアモンの「ミーア」が再生される[1]。
- 本作から所属レーベルを、SMEJ Associated Recordsから同じSMEJ Associated Records内のTRUE KiSS DiSCに移籍した。
- 本楽曲は「海外の音楽は細かい技や飾りが削ぎ落とされて、きれいに構成が整っている。派手で華やかなアレンジより、しっかりした気持ちいいリズムと一定の言葉のリフレインで構成された楽曲が支持されるようになってきている」と自分の得意としている分野と海外の本流のずれを感じた小室が「イントロからアウトロまで、全く同じキー・リズム・コード進行で通す」ことをコンセプトに制作した[2]。ただし、ヴォーカル用のメロディは「Aメロ→Bメロ」と定型的な作りではなくて、全く同じメロディは出てこない難解な構成だった[3]。
- 実制作のスケジュールはギリギリで、鈴木はスタジオに入った後すぐに30分で歌詞を覚えて、仮歌を録った。鈴木は「頑張って歌いたい、でもまだ覚えてない」と青ざめながら、無口で自分の世界に入り込む形で覚えて臨んだ。その時の状況を鈴木は「これからも『短時間で集中して歌わなければいけない』ことは沢山あると思うし、そういう意味で良い勉強になったレコーディングだった」と振り返っている[3]。

## 収録曲
| 全作詞: MARC、全作曲: 小室哲哉、全編曲: 久保こーじ・小室哲哉。 |                                  |       |            |      |
| #                                                              | タイトル                         | 作詞  | 作曲・編曲 | 時間 |
| 1.                                                             | 「Nothing Without You」          | MARC  | 小室哲哉   | 4:33 |
| 2.                                                             | 「Nothing Without You (remix)」  | MARC  | 小室哲哉   | 4:00 |
| 3.                                                             | 「Nothing Without You (TV mix)」 | MARC  | 小室哲哉   | 4:34 |
| 合計時間:                                                      | 合計時間:                        | 13:07 |            |      |

クレジット
- Produced, Mixed : 小室哲哉
- Remixed (#2) : 中堅工房

## 収録アルバム
- オリジナル『SA』（1999年3月25日）
- ベスト『FUN for FAN』（2001年05月30日）